# Hirotsugu Nakabayashi
Hirotsugu Nakabayashi (中林 洋次?, Nakabayashi Hirotsugu; Yokohama, 28 aprile 1986) è un calciatore giapponese, portiere del Nankatsu SC.

## Carriera
Cresciuto calcisticamente tra le file dei Yokohama Marinos e della scuola municipale di Funabashi, debutta tra i professionisti nel 2005 con la maglia del Sagan Tosu. Dopo tre stagioni è acquistato dal Sanfrecce Hiroshima, dove raggiunge la promozione in J1 League ma è scarsamente utilizzato. Nel 2012 passa al Fagiano Okayama, squadra di seconda divisione nella quale gioca titolare per cinque anni.
Dopo aver collezionato 193 presenze in campionato con la maglia dei Fagi, nel 2017 fa ritorno al Sanfrecce Hiroshima.

## Palmarès

### Club

#### Competizioni nazionali
- Campionato giapponese: 2

Yokohama F·Marinos: 2019, 2022